# 今日北京
《今日北京》（Beijing Today）是一份英文双周报英文报纸，主要报道在北京生活的外国人圈子及使馆新闻。内容涵盖新闻、艺术、电影、音乐、美食和购物.
报纸由北京青年报集团出版发行。发行统一刊号CN11-0120。

## 历史
《今日北京》创刊于2001年5月16版的大报报纸。它的创立初中着重于硬新闻报道，意在成为北京市场与《中国日报》竞争存在的英文报纸。
2005年，报纸改版为32版面小型报，更着重于对艺术和文化，同时关注本地使馆及外国人圈子的新闻报道。2006年，报纸改版为24版；2012年改版为16版。
2011年12月，今日传媒由北京北青教育传媒（北京青年报集团旗下的一家子公司）分管负责。作为过渡到教育传媒的一部分，今日北京在保有8版原有内容的情况下，又同时发行了一份8版内容的“学生邮报”。
《学生邮报》在2013年7月19日发行了最后一期。此后，今日北京恢复为16版报纸。目前，今日北京的内容分为两大部分：Beijing Today Metro和Beijing Today Commerce。